# Escuela Intercultural del Norte de Yakarta
La Escuela Intercultural del Norte de Yakarta (NJIS), anteriormente Escuela Internacional del Norte de Yakarta, es una escuela internacional privada en Kelapa Gading, Yakarta, Indonesia. La escuela tiene un currículo escolar internacional con una orientación americana.

## Historia
NJIS se estableció en enero de 1990 y obtuvo la licencia del Ministerio de Educación de Indonesia para brindar educación a los hijos de expatriados y residentes locales que residen en Yakarta. Se estableció como una Yayasan (fundación social sin fines de lucro) y funciona como una escuela diurna mixta, independiente y sin fines de lucro para estudiantes desde prejardín de infantes hasta el grado 12. NJIS es miembro de Consejo Regional de Escuelas del Este de Asia (EARCOS). En 2020, la Escuela Intercultural del Norte de Yakarta se registró por primera vez como una Escuela Continua de Bachillerato Internacional, siendo acreditada para el Programa de la Escuela Primaria, el Programa de los Años Intermedios y el Programa del Diploma. La escuela también está acreditada por la Comisión de Acreditación de Escuelas de la Asociación Occidental de Escuelas y Colegios (WASC). Los estudiantes de secundaria tienen la opción de obtener créditos universitarios AP de American CollegeBoard. El alumnado está compuesto por 164 alumnos de 16 nacionalidades desde Pre-K hasta Grado 12.

## Perfil
NJIS ofrece un IB con orientación estadounidense. Ofrece un programa de colocación universitaria basado en el plan de estudios básico común estadounidense que conduce a cursos y diplomas de colocación avanzada.
El idioma de instrucción es el inglés y se ofrecen mandarín e indonesio como idiomas adicionales. Los miembros de la facultad de NJIS son una combinación de contratados en el extranjero y contratados localmente, y la mayoría son ciudadanos estadounidenses. Todos los maestros que tengan al menos una licenciatura y tengan un mínimo de cinco años de experiencia docente. Todos los profesores están certificados por universidades reconocidas y acreditadas. La mayoría de los miembros de la facultad tienen una maestría.

## Pruebas administrativas
- PSAT
- SAT
- MAP
- Exámenes AP

## Actividades extracurriculares
A los estudiantes se les ofrecen actividades extracurriculares como deportes, club de natación, danza, taekwondo, guitarra, yoga, gobierno estudiantil, servicio comunitario, club de matemáticas y club de teatro y más.

## Campus
En 2012, la escuela se trasladó a un nuevo edificio de 20.000 m2 en Jl.Boulevard Bukit Gading Raya, Kelapa Gading, Jakarta Utara, Indonesia. Las carreteras de peaje del oeste y sur de Yakarta están cerca del NJIS.

### Instalaciones
| - Aulas extremadamente climatizadas - Biblioteca - Cafetería - Enseñanza multimedia utilizando proyectores LCD y Smart-Boards - Estudio de baile | - Gimnasio - Internet wifi en todo el campus - Laboratorio de computación - Muro de escalada - Parques infantiles interiores y exteriores | - Piscina exterior de seis carriles - Sala de Arte - Salas de Bellas Artes (piano, coro, violín, cuerdas, gamelán) - Salón multifunción - Seguridad de puerta cerrada |

#### Teatro
| - Acústica de la sala de conciertos - Etapa de empuje modificada | - Foso de orquesta - Tablero de luz y sonido | - Teatro de 410 asientos - Vestidores |

|        |
| Teatro |

|            |
| Biblioteca |

|                            |
| Laboratorio de informática |

|          |
| Gimnasio |

|           |
| Cafetería |